# شهرستان گوریل
شهرستان گوریل یک منطقهٔ مسکونی در سومالی است که در جلجدود واقع شده‌است. شهرستان گوریل ۵۲ کیلومتر مربع مساحت و ۱٬۳۰۰٬۰۸۸ نفر جمعیت دارد.